# هايبرلوب

كبسولة الهايبرلوب

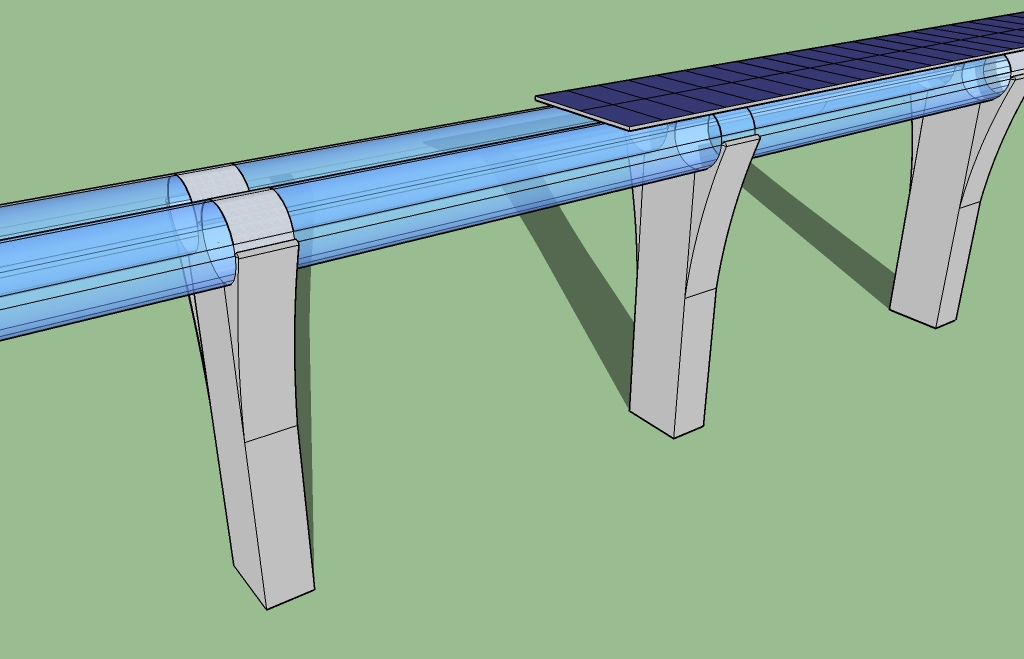
الهايبرلوب

## مفهوم Hyperloop
الهايبرلوب: هو مفهوم لنظام نقل عالي السرعة وهو عبارة عن دمج أنابيب منخفضة الضغط خالية من الهواء تربط بين محطتين. وداخل هذا الأنبوب كبسولات ركاب تندفع بسرعات عالية على وسادة هوائية مضغوطة ولا تحتك بجدران الأنبوب بفعل حقل مغناطيسي يولّده مُحرِّك كهربائي يستمد قوته من الطاقة الشمسية.
تصميم لكبسولة نقل الركاب

## مبدأ عمله
تستطيع كل كبسولة حمل نحو 20 راكباً، ويمكن إطلاق كبسولة للركاب كل 30 ثانية في الخط الواحد دون أي مشكلة أو خطر لإصطدام الكبسولات ببعضها أو خروجها عن المسار، كما توجد مسافة آمنة بين كل كبسولة والأخرى تبلغ خمسة أميال.
سرعة «الهايبرلوب» تفوق سرعة الصوت وتسير بسرعة 1220 كم في الساعة، أي أنها تستطيع أن تقطع المسافة ما بين نيويورك بالولايات المتحدة والعاصمة الصينية بكين في ساعتين، وبين لوس أنجلوس وسان فرانسيسكو في 35 دقيقة

بمتوسط سرعة 598 ميلا في الساعة (962 كم / ساعة)، مع سرعة قصوى تبلغ 760 ميلا في الساعة (1,220 كم / ساعة).
وتبلغ المسافة ما بين سان فرانسيسكو ولوس أنجلوس نحو 615 كيلومتر تقريباً، ويستغرق السفر بالسيارة بين المدينتين نحو 5 ساعات و35 دقيقة تقريباً عند سلوك أقصر طريق بين المدينتين، فيما يستغرق السفر بالطائرة نحو ساعة و 20 دقيقة.
وأوضح المهندس الأمريكي «إيلون ماسك» أن “هايبرلوب” بمثابة هجين بين طائرة الكونكورد وراجمة صواريخ وطاولة للعب الهوكي في الهواء، حيث تعمل وسيلة الموصلات بواسطة كبسولة للركاب تنتقل خلال أنبوب ضخم خال من الهواء يربط بين محطتين.
واستخدم المهندس الأمريكي فكرة المحرك الكهربائي العامل بالطاقة الشمسية الذي استخدمه عند صناعة السيارة الكهربائية تيسلا طراز إس، وهي السيارة التي تصنَّف كأول سيارة كهربائية آمنة قابلة للاستخدام.
و أكّد إيلون ماسك على أن وسيلة المواصلات “هايبرلوب” تعد أكثر أمنا وأسرع وأقل تكلفة وأكثر راحة من أي وسيلة مواصلات حالية، ونشر المهندس تصميمات للمشروع عبر مدونته أظهرت شكل الكبسولات التي تضم مخزن للأمتعة ومكان لجلوس المسافرين يضم مقاعد مريحة أمامها شاشات تلفاز.
ويمكن لوسيلة المواصلات الجديدة الربط بين المراكز السكنية الرئيسية في العالم لتوفير رحلات تستغرق وقت أقل، حيث يمكن الانتقال بين أمريكا إلى الصين خلال رحلة تستغرق ساعتين فقط، وتوقّع “ماسك” بناء الأنبوب الواحد بنحو 10% من تكلفة القطار فائق السرعة وربع تكلفة الطرق البرية الممهدة.
وتُعد أبرز العقبات التي يواجهها المشروع هي الموافقات الحكومية والتمويل ورغبة “ماسك” في الإشراف على تنفيذ المشروع بنفسه؛ واقترح الأخير أن يكون مشروع “هايبرلوب” بديلاً للسكك الحديدة فائقة السرعة التي سيتم إنشائها في الولايات المتحدة.
وسوف يستغرق مشروع “هايبرلوب” وقت أقل لتنفيذه وذلك في فترة ما بين سبع أو عشر سنوات وسوف يكلف نحو ستة مليارات دولار أمريكي، بدلاً من 68 مليار دولار أمريكي التي تُعد تكلفة مشروع القطارات فائقة السرعة في الولايات المتحدة.

## حقائق عن الهايبرلوب
- لا يتأثر بالأحوال الجوية أو بحالة الطقس، حيث ستكون الكبسولات في مأمن من الرياح والجليد والضباب والمطر داخل أنابيب النقل، وهو ما يوفر سلامة أكبر للركاب مقارنة بوسائل النقل الأخرى.
- لا يتأثر بانقطاع التيار الكهربائي فكل كبسولة تحمل اثنين أو أكثر من بطاريات الليثيوم آيون، وهو ما يضمن وصول الكبسولة لوجهتها.
- كلفة بناء الـ “هايبرلوب” أقل بكثير من تكلفة بناء قطار سريع عادي.[1]